# وشاح رئاسي
الوشاح الرئاسي (بالإنجليزية Presidential sash) هو وشاح (نسيج على شكل حزام عريض من نسيج معين وزخارف معينة) يرتديه رؤساء عدة دول في العالم خصوصا في بلدان أمريكا اللاتينية، أوروبا وأفريقيا.
يعتبر هذا الوشاح رمزا مهما لاستمرارية الرئاسة والأمر الأخير الذي يفعله الرئيس أو الرئيسة في حال مغادرته منصب الرئاسة، هو تسليم الوشاح الذي يرتديه إلى خلفه في المنصب، جزءًا من مراسم تنصيب الرئيس الجديد.
الأوشحة الرئاسية هي عادة متنوعة الألوان وتكون في الأغلب بلون علم كل دولة خصوصا تلك التي تخص رؤساء دول أمريكا اللاتينية، ويرتدى الوشاح الرئاسي عادة على الكتف الأيمن إلى الجانب الأيسر من الحوض.

## صور

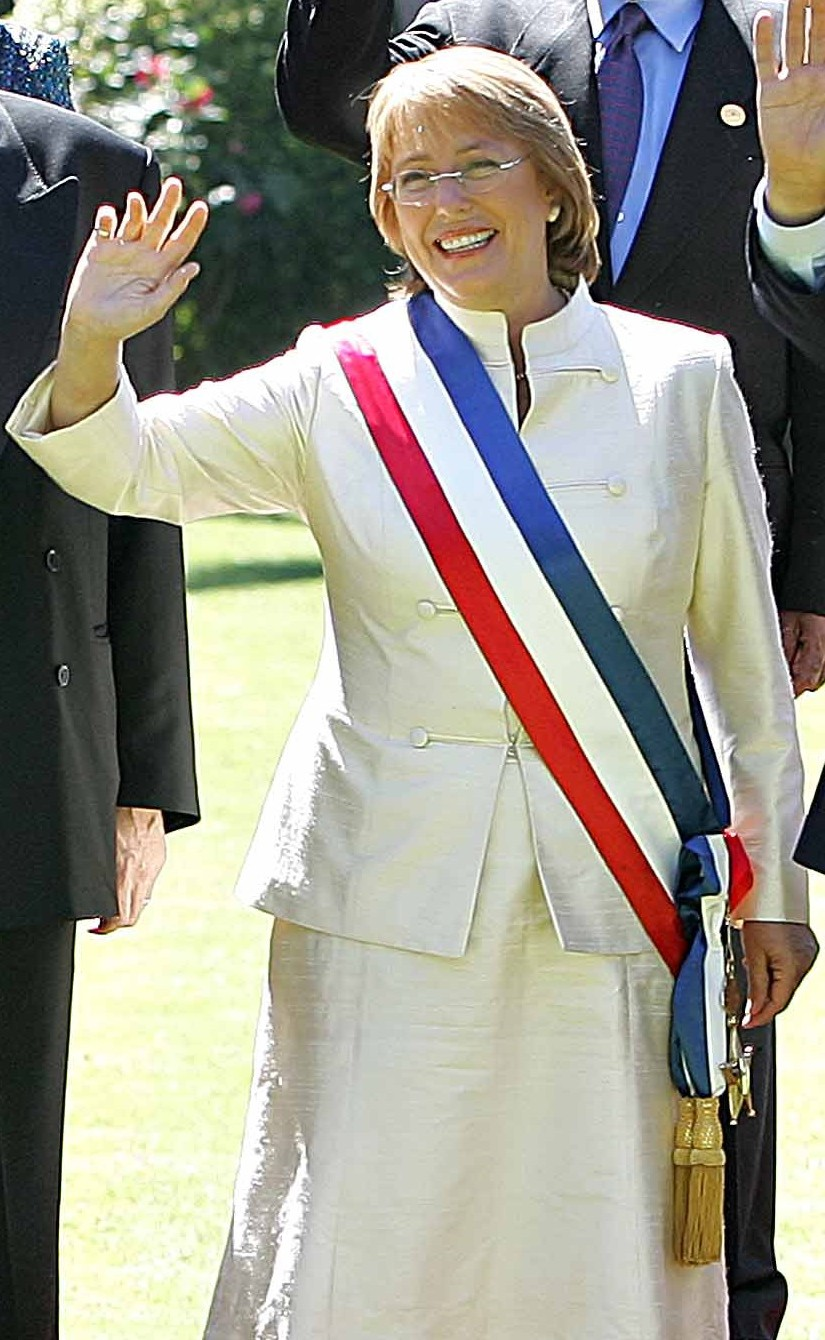
ميشال باشيلي، تشيلي
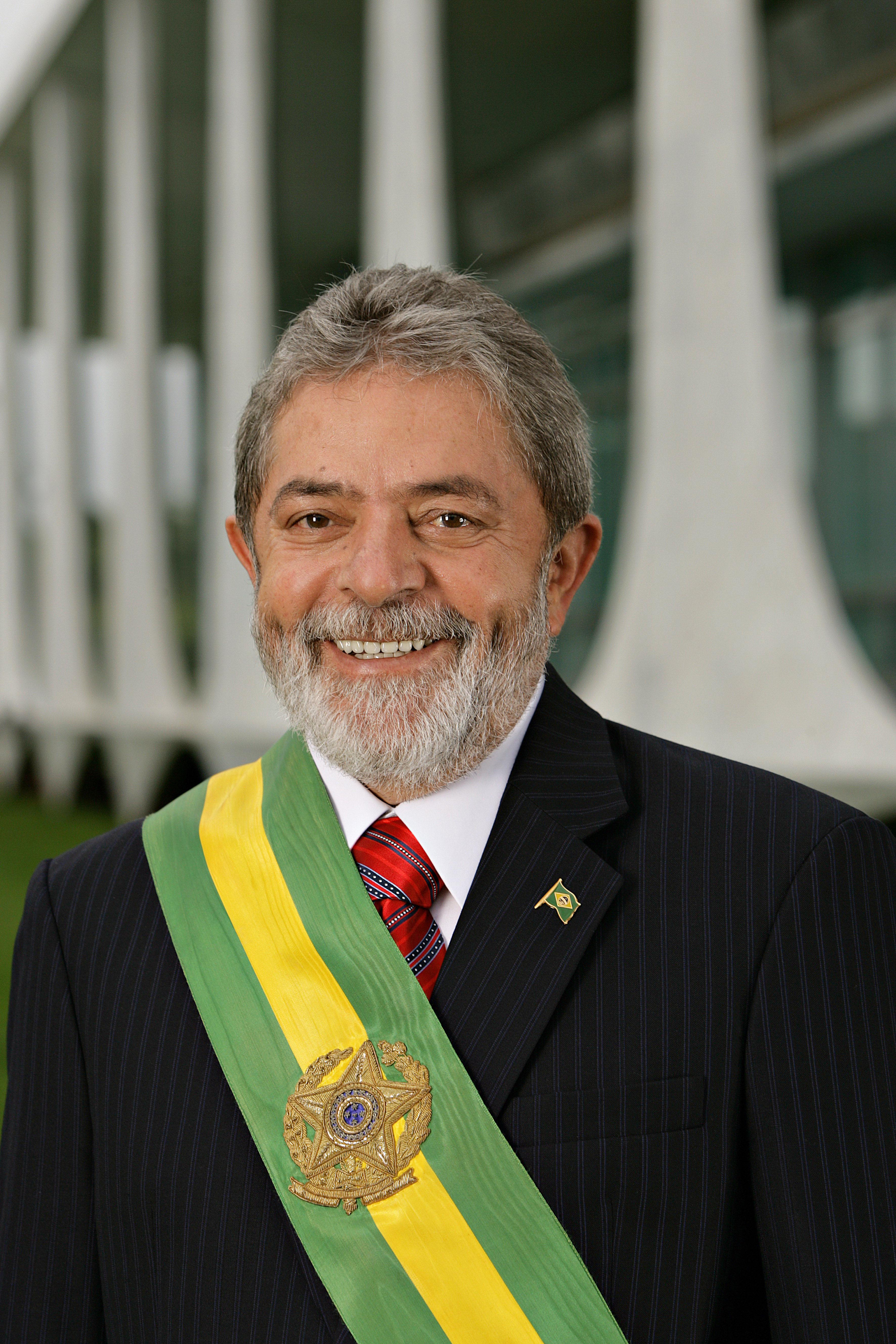
لويس إيناسيو لولا دا سيلفا، البرازيل

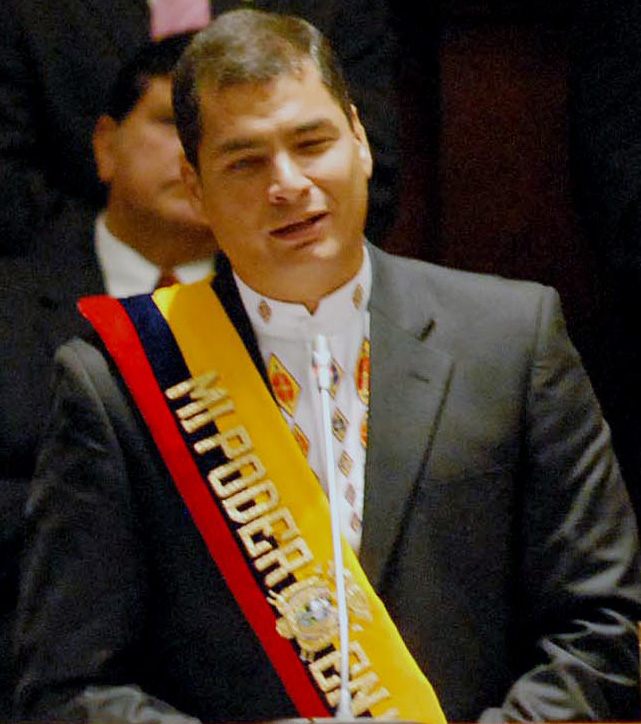
رفاييل كوريا، إكوادور

## وصلات خارجية
- الأوشحة الرئاسية لعدد من رؤساء دول العالم